# Bolitoglossa alvaradoi
Bolitoglossa alvaradoi là một loài kỳ giông thuộc họ Plethodontidae.
Đây là loài đặc hữu của Costa Rica.
Môi trường sống tự nhiên của chúng là rừng ẩm vùng đất thấp nhiệt đới hoặc cận nhiệt đới.
Chúng hiện đang bị đe dọa vì mất môi trường sống.